# Bahnhof Lausanne
Der Bahnhof Lausanne ist ein Schienenverkehrsknotenpunkt in der Waadtländer Hauptstadt Lausanne. Er befindet sich im Eigentum der Schweizerischen Bundesbahnen und wird von Zügen der SBB, Lyria sowie von der Métro Lausanne bedient. Der Ende 2012 eingestellte und bis dahin von Elipsos betriebene internationale Nachtzug von Zürich nach Barcelona hielt ebenfalls in Lausanne.

## Lage
Der Bahnhof liegt an den Bahnstrecken nach Brig–Domodossola, nach Genf, nach Biel–Olten und nach Bern. In der Stadt selbst liegt er südlich des erhöhten Stadtzentrums (Flon) und nördlich Ouchys.

## Geschichte
Der Bahnhof wurde am 5. Mai 1856 durch die Compagnie de l’Ouest Suisse im Zuge des Baus der Strecke aus Yverdon–Renens eröffnet und ein erstes Empfangsgebäude nach errichtet. Mit der Eröffnung der Strecken aus Genf (1858), Villeneuve (1861) und Fribourg (1862) entwickelte sich der Bahnhof der waadtländischen Hauptstadt jedoch zu einem wichtigen Eisenbahnknoten. Schon 1863 mussten die Bauten den gewachsenen Bedürfnissen angepasst werden, dies wurde mit Um- und Anbauten an das bestehende Gebäude erledigt. Als 1906 die Eröffnung des Simplontunnels bevorstand und klar wurde, dass durch diese Eröffnung die Bedeutung Lausannes als Bahnknoten noch steigen wird, wurde ein neuer Bahnhofsbau vorgesehen, da derjenige von 1856 den Anforderungen nicht mehr genügen würde.

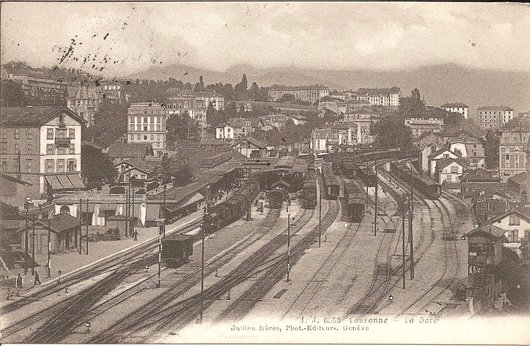
Bahnhof Lausanne (1907)

Bahnhof Lausanne (undatiert)

Die Jura-Simplon-Bahn begann schon 1899 mit der Planung eines Totalumbaues des Bahnhofes, die neben der Erweiterung der Gleisanlage auch einen Umbau des Aufnahmegebäudes vorsah. Diese Erweiterungspläne wurden vom Eisenbahndepartement unter Vorbehalten am 13. März 1900 bewilligt. Das daraufhin modifizierte Projekt wurde im Februar 1903 nochmals von der JS vorgelegt. Kurz darauf wurde die JS in die SBB integriert, und diese bemängelte vor allem den vorgesehenen Umbau des Aufnahmegebäudes. Anstelle eines Umbaus sei vor allem aus betriebstechnischen Gründen ein Neubau vorzuziehen. Die Pläne für die Erweiterung der Gleisanlagen wurden hingegen als brauchbar angesehen und mit einigen Änderungen und Ergänzungen auch umgesetzt. Diese waren in Hinblick auf die Eröffnung des Simplontunnels im Jahr 1906 notwendig, da die bestehenden Anlagen nicht mehr den Bedürfnissen entsprachen.
Nachdem die Gleisanlagen im Jahr 1908 umgebaut waren, schrieb man einen «Wettbewerb zur Erlangung von Fassadenentwürfen für das Dienst-, Empfangs- und Restaurationsgebäudes» aus. An diesem Wettbewerb nahmen die beiden Büros Taillens/Dubois und Monod/Laverrière gemeinsam mit zwei Arbeiten teil. Während das Projekt unter Federführung von Taillens und Dubois erstrangiert wurde, gelangte der andere Entwurf auf den dritten Rang. Diesen vier Architekten wurde von der SBB-Kreisdirektion I die Weiterbearbeitung übertragen. Als Grundlage sollte allerdings nicht das erstplatzierte Projekt, sondern das drittplatzierte Projekt dienen. Mit den Bauarbeiten konnte am 1. Januar 1911 begonnen werden, wobei schon am 4. Januar 1911 ein Provisorium für den Personenverkehr in Betrieb genommen werden musste, um das alte Gebäude abbrechen zu können. Der Gebäudeteil des Aufnahmegebäudes konnte am 22. Dezember 1913 in Betrieb genommen werden, der Restaurationsteil am 1. April 1916. Der Flügelbau für den Bahndienst konnte dagegen erst im Herbst 1916 fertiggestellt werden. Das architektonische Vorbild für den Neubau des Bahnhofs war dabei der Hauptbahnhof in Leipzig.

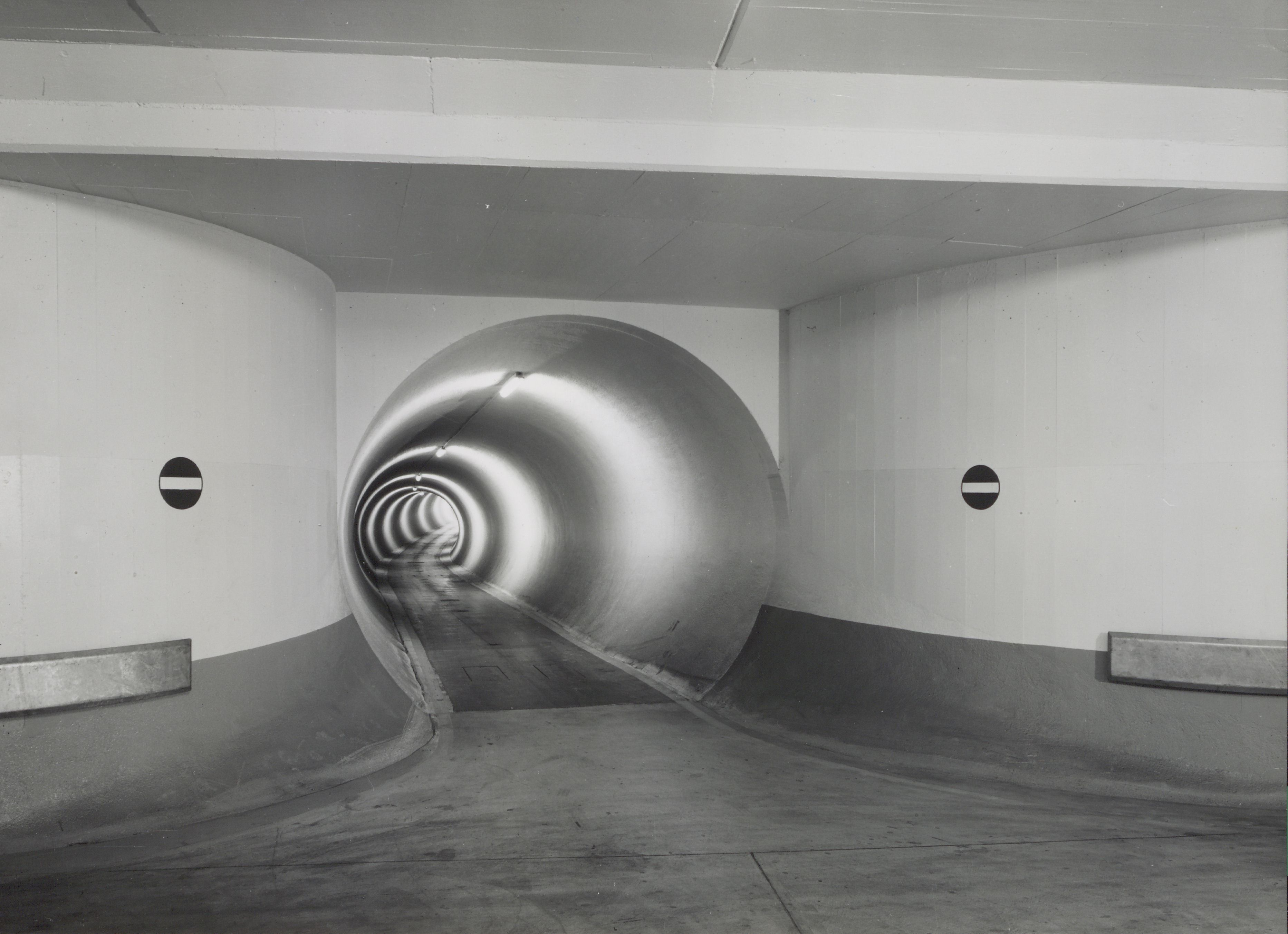
Posttunnel, Bahnhof Lausanne, evtl. ca. 1970

Im Zuge des Neubaues des Postbahnhofes östlich des Empfangsgebäudes wurden zwei im Querschnitt ringförmige Betriebstunnel gebohrt, die die alte Poststelle am Bahnhof im Westen mit dem Neubau verband. Mit einem Innen-Durchmesser von 3,38 Meter war sie für kleinere Betriebsfahrzeuge vorgesehen, die im Einbahnstrassensystem die nördliche Röhre westlich und die südliche östlich befahren konnten. Sie liefen somit parallel unterhalb der Gleise und Bahnsteige vertikal zwischen den Fussgänger-Unterführungen und dem Tunnel der Zahnradbahn Lausanne–Ouchy, der heutigen M2.
1984 erreichte der erste TGV Lausanne. Damit war der Bahnhof nach Genf, welcher 1981 als erste nicht-französische Stadt ans Netz des Hochgeschwindigkeitszuges angeschlossen wurde, die zweite Destination schweizweit. 1995 wurde der Ast nach Lausanne saisonal gar bis Brig verlängert. Stationen wie Bern (1987), Zürich (1997) oder Basel (2007) folgten erst später.
1992 bis 1996 wurde der Bahnhof grundlegend saniert, ohne jedoch die Bauelemente des Bahnhofs zu verändern. 2008 wurde schliesslich die U-Bahn-Station der Métro Lausanne in Betrieb genommen, die unter anderem den Betrieb zum Bahnhof Lausanne-Flon, Ausgangspunkt der Chemin de fer Lausanne-Echallens-Bercher, und auch zum Hafen in Ouchy sicherstellt.

## Architektur

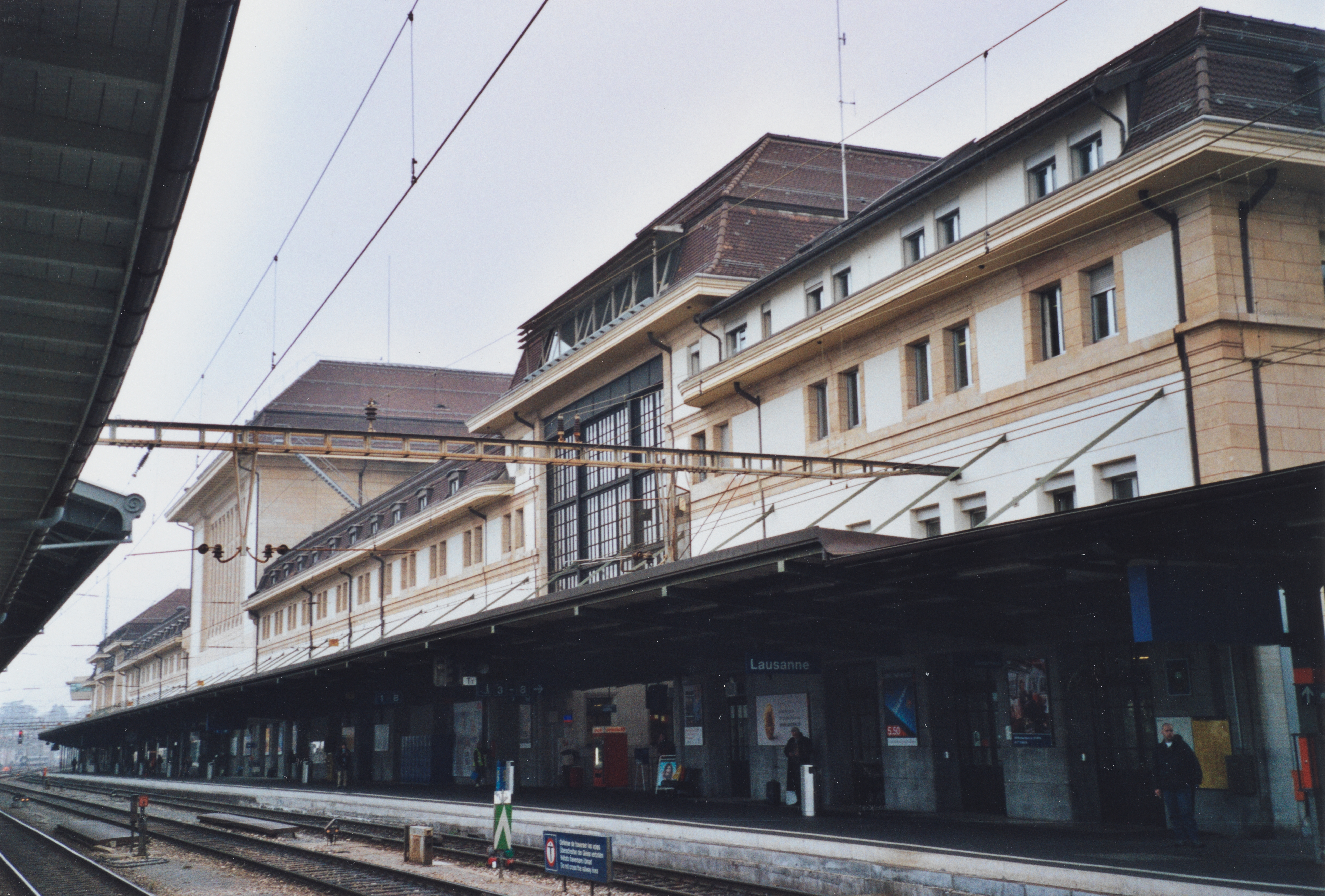
Bahnhofsgebäude, Bahnseite (2006)

Eingangshalle (2012)

### Alter Bahnhof (Lausanne I+II)
Der Bau wurde nach den Plänen der L’Ouest von der Baufirma La Harpe & Bertolini errichtet. Die verantwortlichen Ingenieure für den Bahnhofsbau waren Adrien Dériaz und Samuel Rochat. Der erste Bahnhof von Lausanne war ein eingeschossiges Gebäude mit Walmdach, das nicht gegliedert war. Dieses Gebäude wurde beim Umbau 1863 ins neue Gebäude integriert.
Das erste Projekt, mit beidseitigen Anbauten, fand bei der Direktion keine Unterstützung. Der Verwaltungsrat der Compagnie de L’Ouest Suisse beschloss am 29. März 1862 ein umfangreiches Vergrösserungsprojekt. Dabei wurde beschlossen, den bestehenden Bau zu verdoppeln und im Westen ein Bahnhofsbuffet anzubauen. Der bestehende Altbau aus dem Jahr 1856 wurde in einer gelungenen baukünstlerischen Leistung in den Neubau integriert. Dabei wurden die Innenräume an die neuen Bedürfnisse angepasst und auch die Aussenfassade neu gestaltet. Der Haupteingang erhielt einen erhöhten querstehenden Dachaufsatz, in dem auf der Bahnhofsplatzseite eine Uhr eingebaut war. Dieser Haupteingang wurde von zwei vorspringenden Risaliten eingerahmt. Von der eingeschossigen Ausführung wich man aber nicht ab. Zwischen 1876 und 1878 wurden das Buffet und die WC-Anlagen vergrössert. Dabei wurde auch die Fassade neu gestaltet. Erst bei diesem Umbau wurden die beiden Eckrisalite errichtet, die den bestehenden Risaliten neben dem Haupteingang glichen.

### Heutiger Bahnhof (Lausanne III)
Die Bahnhalle wurde von der Firma Wartmann & Vallet aus Genf in einer viermonatigen Montage aufgestellt, welche im März 1912 abgeschlossen werden konnte. Die Konstruktion ist eine Gemeinschaftsarbeit der Firmen Bosshard aus Näffels, Buss AG aus Basel und Schweizer aus Albisrieden, Zürich. Die ornamentalen Details an den Sockeln und Kapiteln sind den vier Architekten des Aufnahmegebäudes zuzuschreiben.
Die massive vorspringende Bahnhofshalle und die drei seitlichen Pavillons sind asymmetrisch angeordnet. Zudem zieren das Gebäude hohe Fensteröffnungen. Die Ornamentik ist in einem diskreten, raffinierten Jugendstil gehalten. Das Bahnhofsbuffet ist mit seiner Holztäfelung und den bemalten Tafeln aus dem Jahr 1916 beinahe vollständig erhalten.

## Gleisanlage

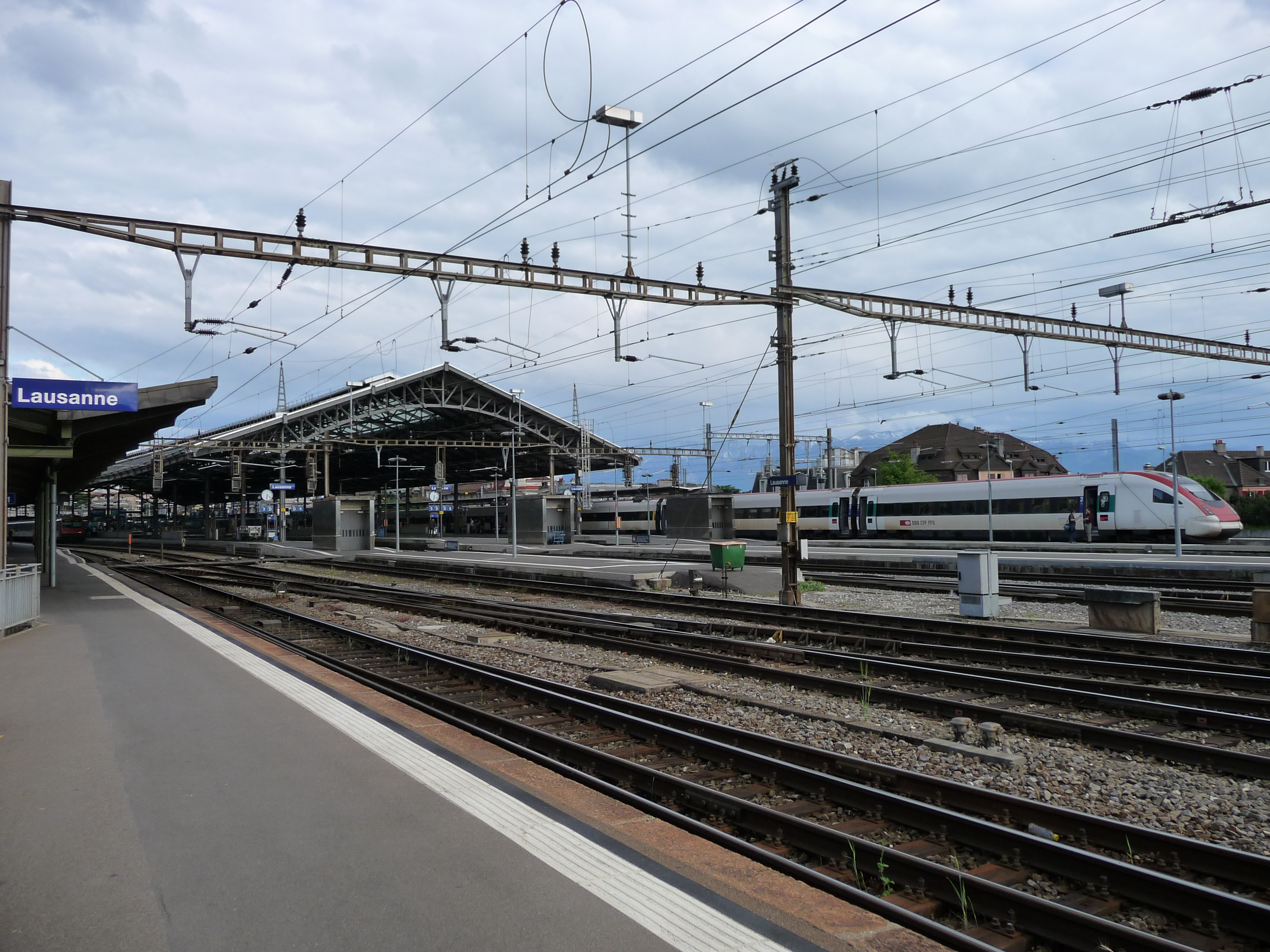
Blick auf die Gleisanlagen, Perronhalle (2009)

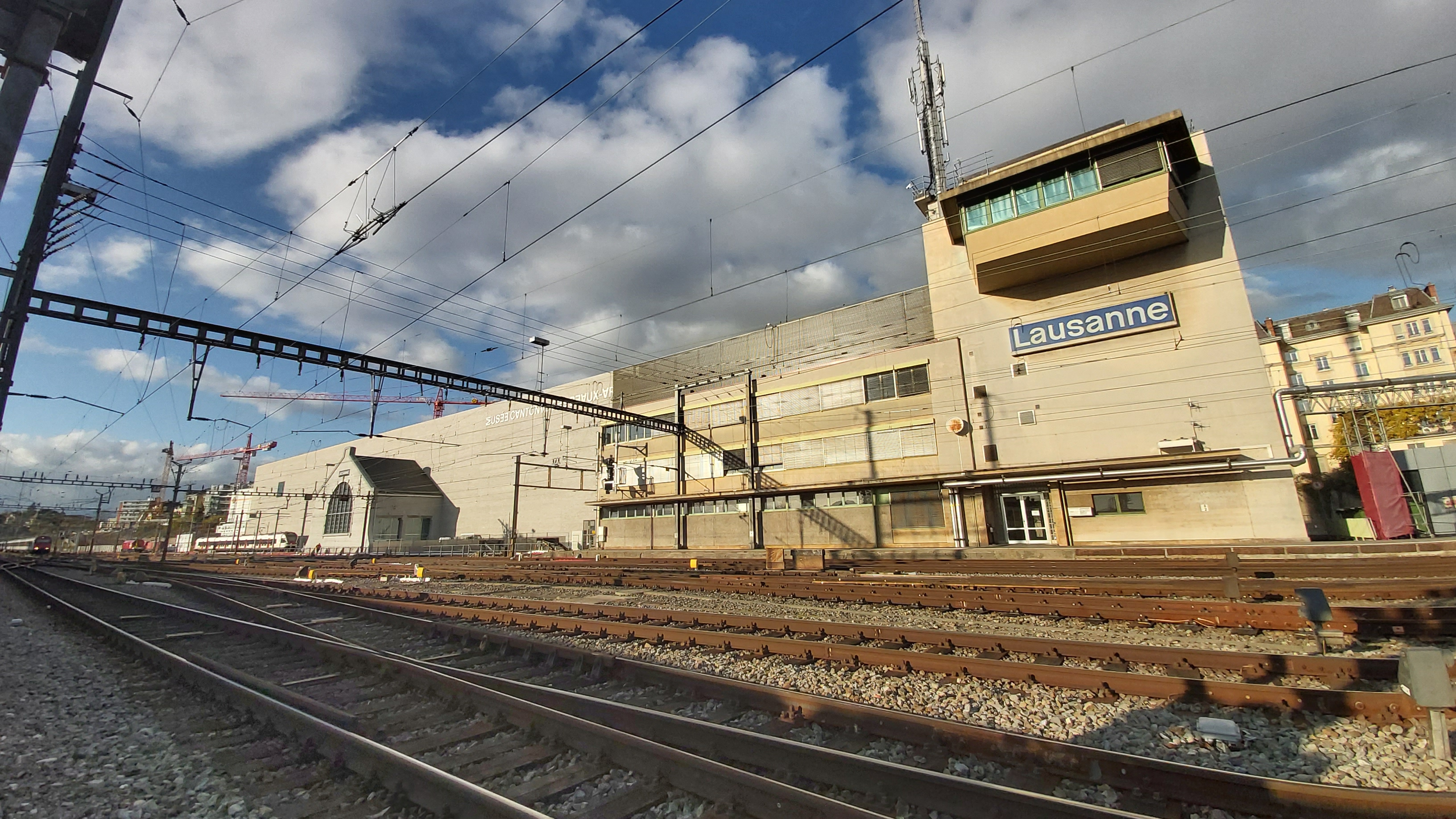
Musée cantonal des Beaux-Arts de Lausanne und ehemaliges Stellwerkgebäude auf dem Bahngelände (2019)

Der Bahnhof umfasst 9 Personengeleise, wovon das Gleis 70 ein vor dem Empfangsgebäude frühzeitig endendes Stumpfgleis ist und den Zügen nach Payerne vorbehalten ist. Das Gleis 2 ist ein bahnsteigloses Durchgangsgleis und wird vor allem für Güterzüge und Überführungsfahrten genutzt. Die anderen neun Durchgangsgleise erstrecken sich über zwei Seiten- und drei Mittelbahnsteige, welche mit einem Stahl-Glas-Schrägdach überdacht sind.
Westlich des Bahnhofs befinden sich umfangreiche Gleisanlagen sowie Abstellschuppen inklusive einer Drehscheibe. Östlich sind weitere Abstellgleise erreichbar. Für die Abwicklungs des Güterverkehrs wird der Rangierbahnhof Lausanne beim 10 km westlich gelegenen Denges genutzt.

## Verkehr

### Fernverkehr
- Lausanne – Frasne – Paris Gare de Lyon   (TGV Lyria)
- Genève – Brig – Milano Centrale (– Venezia S. L.)   TT

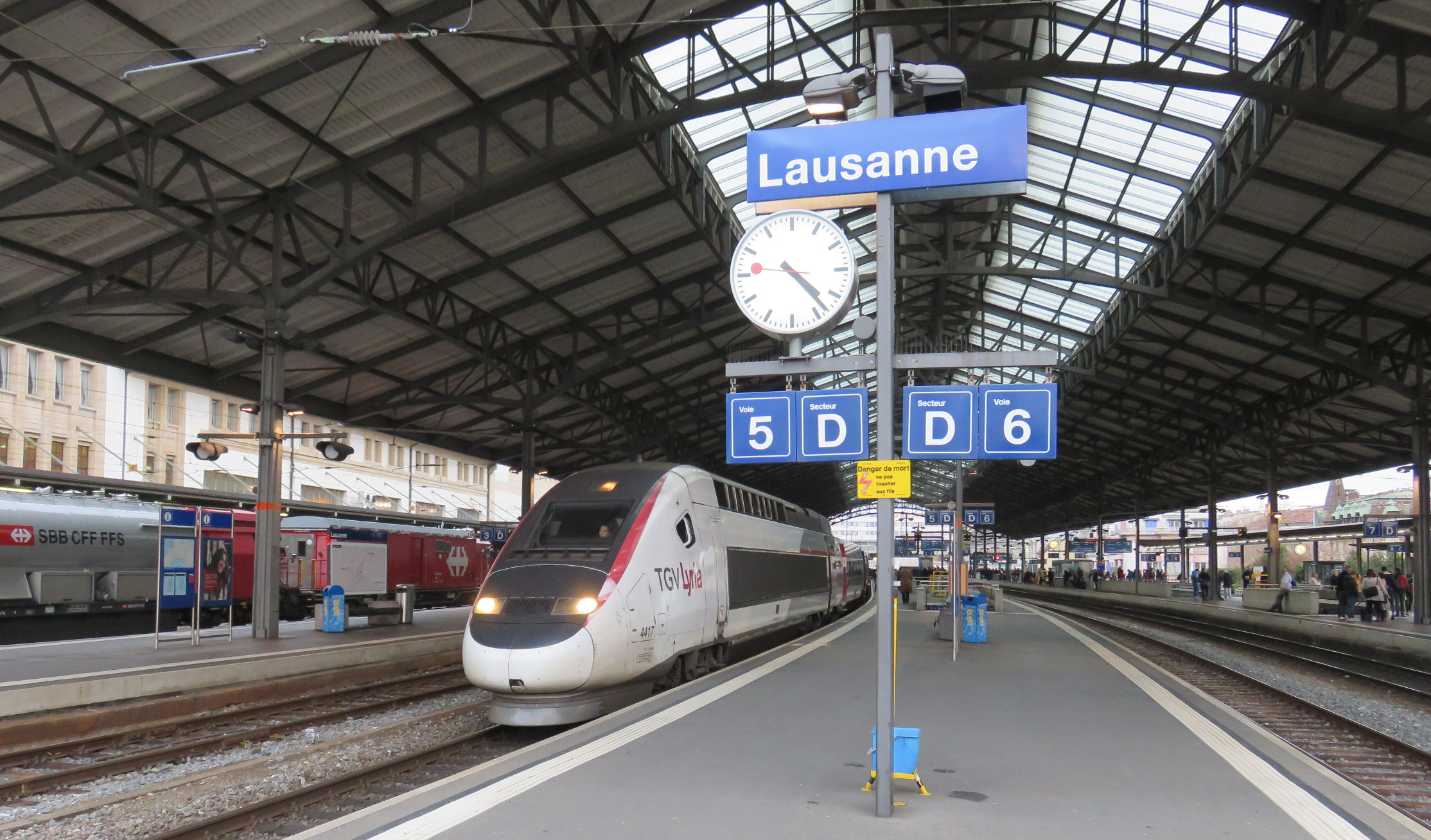
TGV in Lausanne, Perronhalle (2015)

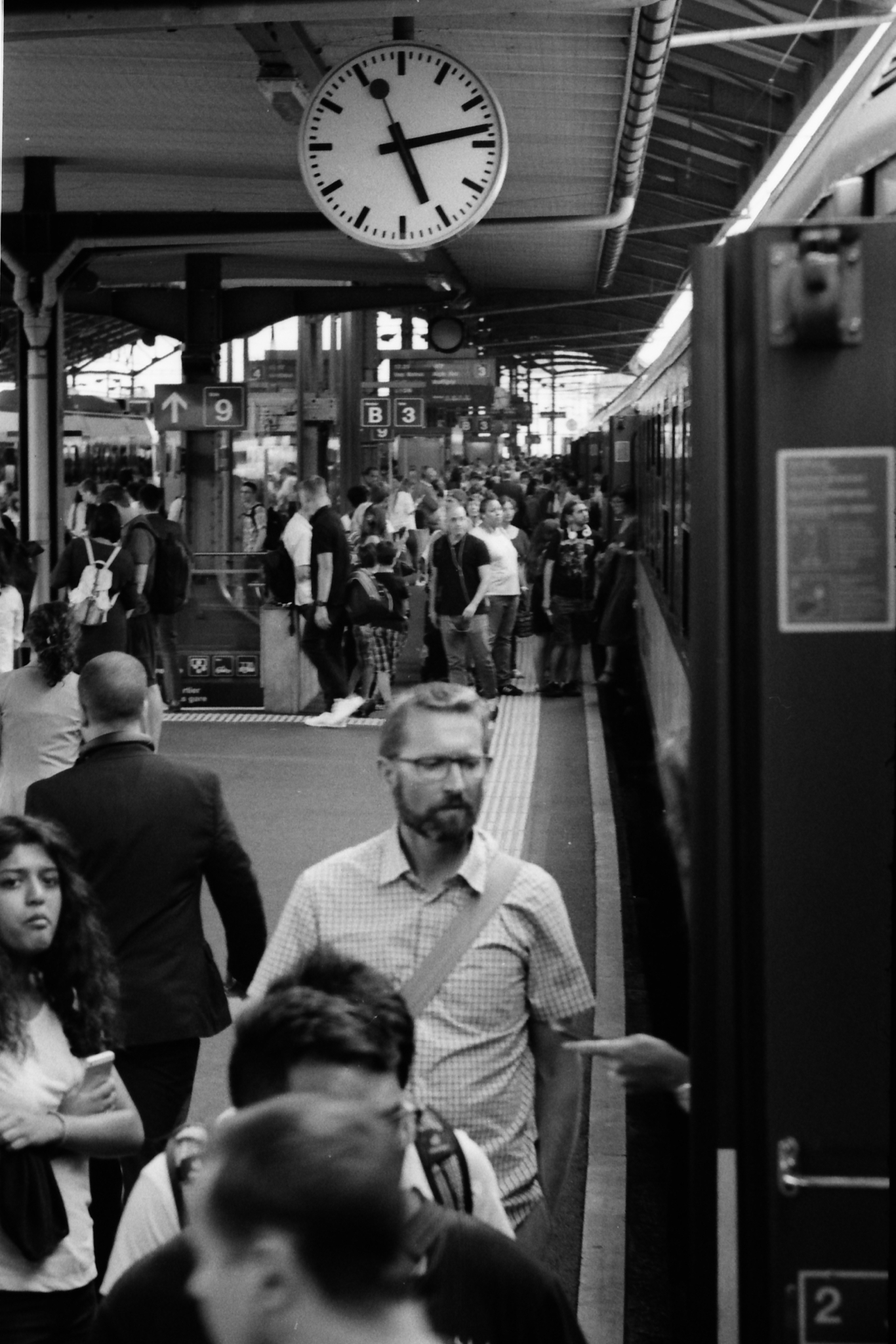
Gleis 3, Passagiere (2016)

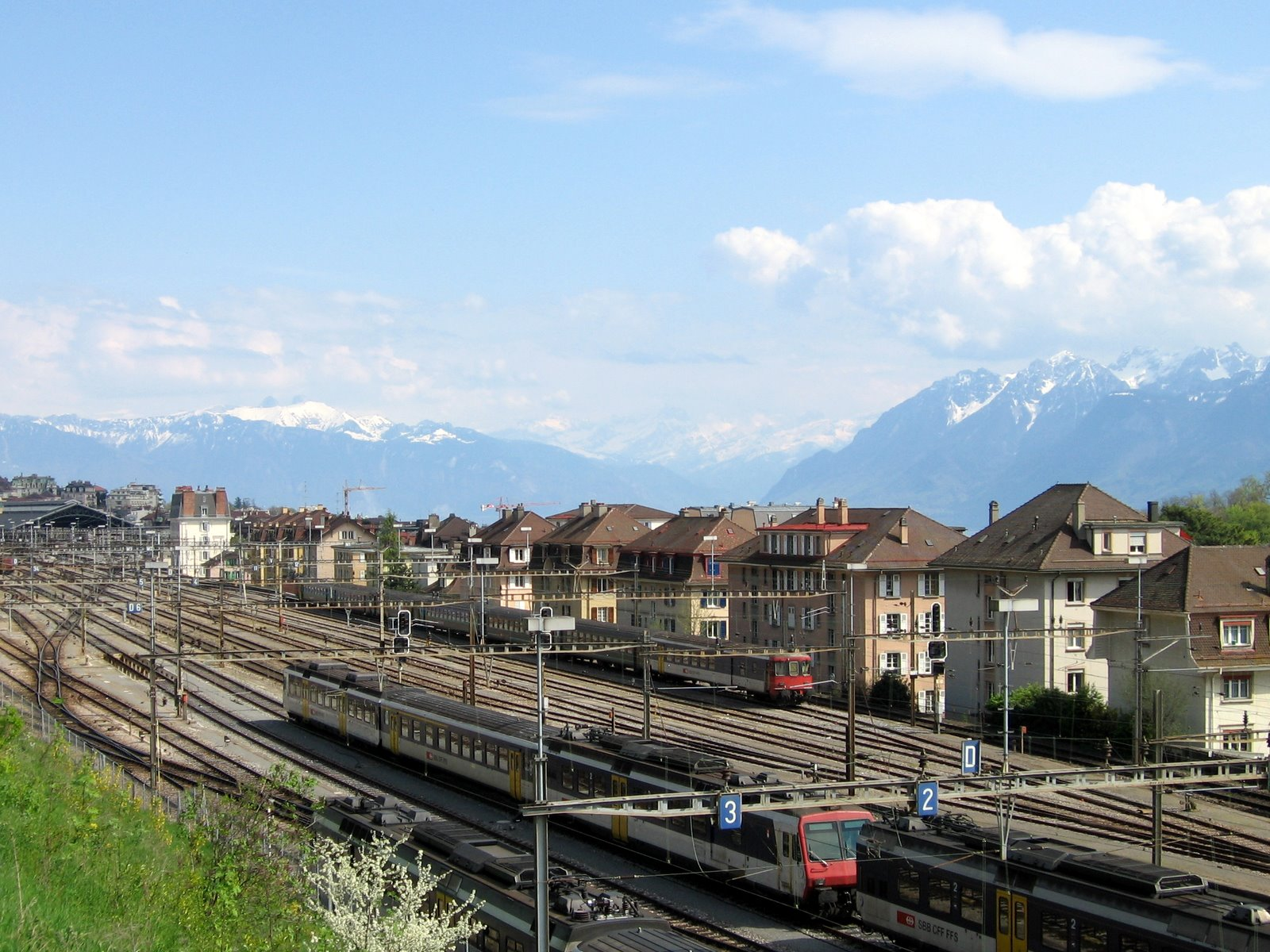
Gleisanlagen, Alpen (2006)

- Genève-Aéroport – Lausanne – Bern -Zürich HB – Chur verkehrt nur zweimal täglich am Wochenende
- Genève-Aéroport/Lausanne – Luzern – Locarno (Samstag Genf–Locarno, Sonntag Locarno–Lausanne)
- 1 Genève-Aéroport – Bern – Zürich HB – St. Gallen   BZ FS RZ
- 5 Lausanne – Biel/Bienne – Zürich HB ( – St. Gallen/Rorschach)  TT FZ BZ FS RZ , im Sommer zusätzlich , Lausanne–Zürich HB stündlich, mit Verlängerung zur Hauptverkehrszeit nach St. Gallen, Genève–Rorschach stündlich
- 15 Genève-Aéroport – Lausanne – Bern – Luzern
- 90 Genève-Aéroport – Lausanne – Brig

### Regionalverkehr
- RE Annemasse/Genève-Aéroport – Genève – Lausanne –  Vevey (– Saint-Maurice)

### RER Vaud (S-Bahn)
- R 1 Grandson – Yverdon-les-Bains – Cossonay – Renens – Lausanne – Cully
- R 2 Grandson – Yverdon-les-Bains – Cossonay – Renens – Lausanne – Cully
- R 3 Vallorbe – Cossonay – Renens – Lausanne – Vevey – Montreux – Villeneuve – Aigle – Bex (– St-Maurice)
- R 4 (Vallorbe)/Le Brassus – Le Day (Flügelung)– Cossonay – Renens – Lausanne – Vevey – Montreux – Villeneuve – Aigle – Bex (– St-Maurice)
- R 5 Allaman – Morges – Renens – Lausanne – Puidoux – Palézieux
- R 6 Allaman – Morges – Renens – Lausanne – Puidoux – Palézieux (– Romont)
- R 9 Allaman – Morges – Renens – Lausanne – Puidoux – Palézieux – Payerne – Avenches – Murten/Morat
- SN Cossonay – Renens – Lausanne  (Nachtlinie)
- SN Vallorbe – Cossonay – Renens – Lausanne – Vevey – Montreux – Villeneuve – Aigle – Bex – St-Maurice  (Nachtlinie)
- SN Allaman – Morges – Renens – Lausanne – Puidoux – Palézieux – Romont – Fribourg/Freiburg  (Nachtlinie)

### Metro Lausanne
- m2 Ouchy – Flon – Gare CFF – Epalinges

### Eingestellte Verbindungen
- Zürich HB – Bern – Freiburg – Lausanne – Genf – Perpignan – Figueres – Girona – Barcelona-França (bis Ende 2012)

## Unfälle
In der Nacht vom 28. auf den 29. Juni 1994 entgleiste ein 690 Meter langer Güterzug auf dem Weg nach Basel auf Gleis 3 des Bahnhofs. Dabei kippten drei Zisternenwagen, gefüllt mit Thionylchlorid. Durch den Einsatz der Feuerwehr konnte ein grösseres Unglück vermieden werden. Der Bahnverkehr wurde für drei Tage ausgesetzt; während der Aufräumarbeiten erlitten elf Personen leichte Blessuren.